# 레나르트
레나르트(슬로베니아어: Lenart)는 슬로베니아의 도시로 면적은 62km2, 인구는 8,157명(2012년 기준), 인구 밀도는 130명/km2이다.